# 柘植政浩
柘植 政浩（つげ まさひろ、1981年7月11日 - ）は、滋賀県出身の競艇選手。登録番号4120。身長170cm。血液型B型。88期。滋賀支部所属。同期に吉永則雄、三井所尊春、細川裕子らがいる。

## 来歴
- 2001年5月24日、三国競艇場でデビュー（5着）。
- 2001年12月1日、琵琶湖競艇場での一般競走初日1Rで初勝利。
- 2004年9月26日、蒲郡競艇場での「第4回愛・地球博（愛知万博）協賛競走」で初優出（2着）。
- 2008年1月22日、丸亀競艇場での「G1第22回新鋭王座決定戦競走」にG1初出場。翌23日、2日目3RでG1初勝利[1]。
- 2010年6月29日、琵琶湖競艇場での「夕刊フジ杯」で初優勝（優出14回目）。